# سعید باستانی
سعید باستانی، چهره سیاسی  و  نماینده مردم زاوه و تربت حیدریه و مه ولات، در دهمین دوره مجلس شورای اسلامی و سخنگوی کمیسیون صنایع و معادن بود. وی استاد تمام دانشگاه می باشد 

وی در دولت چهاردهم توسط وزیر علوم به ریاست پژوهشگاه رنگ منصوب گردید.

## نماینده زاوه و تربت حیدریه در مجلس دهم
سعید باستانی در دهمین دوره انتخابات مجلس شورای اسلامی، به صورت مستقل(وابسته به حزب اصلاح طلب) شرکت نمود که توانست در مرحله دوم انتخابات با کسب ۶۶٬۷۳۷ رأی از مجموع ۱۰۷٬۶۴۳ رأی مأخوذه صحیح، در رتبهٔ اول زاوه تربت حیدریه و مه ولات، وارد مجلس دهم شود.

## تحصیلات
- فارغ‌التحصیل رشته مهندسی پلیمر در دانشگاه صنعتی امیرکبیر[۲]
- عضو هیأت علمی رسمی پژوهشگاه رنگ با مرتبه استاد تمامی[۲]